# Shakha Proshakha
Shakha Proshakha (bengalí: শাখা-প্রশাখা, śākhā-praśākhā, 'branques de l'arbre') és una pel·lícula índia en bengalí del 1990 dirigida per Satyajit Ray. Tracta de quatre generacions d'una família bengalí benestant, centrant-se en la tercera generació. Aquesta pel·lícula mostra un ús extraordinari de les orquestres llegendàries de Bach i Beethoven. Es tracta de la penúltima pel·lícula del director en base a un vell guió escrit en els anys 1960. S'ha exhibir al a Filmoteca de Catalunya en versió original subtitulada en català.

## Trama
Anandamohan Majumdar, un industrial ric i jubilat, viu amb el seu pare Abhay Charan, de 93 anys, i el seu segon fill, Proshanto. Proshanto, qui una vegada va ser un mineralogista prometedor, va quedar malalt mentalment a causa d'un accident de motor a Anglaterra després del qual va haver de deixar la seva feina pocs mesos després d'haver tornat a l'Índia, i ara passa el temps escoltant música. No obstant això, els seus records segueixen intactes encara que romanen enterrats en ell i només de tant en tant emergeixen a la seva ment, el motiu és la seva inestabilitat mental. D'altra banda, Abhay Charan solia ser un professor d'anglès d'èxit en una escola d'Hazaribagh (d'on Ananda va estudiar), però amb l'edat s'havia oblidat lentament dels esdeveniments passats i ara viu la vida d'un home senil, en la constant cura de Ramdohin, un dels criats de la família.
En el seu 70è aniversari, Ananda cau malalt de sobte durant una cerimònia en el seu honor. Els seus altres tres fills que viuen lluny corren immediatament al seu llit.
El fill gran Probodh és un oficial d'alt rang en una empresa i el tercer fill Probir és un home de negocis. Viuen una vida corrupta i no volen que el seu pare, un moralista intransigent que creu en el treball i l'honestedat, ho descobreixi. També es revela que són indiferents cap al seu avi Abhay Charan, a causa de la seva intolerància cap a la senilitat. El més jove dels quatre, Protap, cansat de la vida d'oficina i la corrupció, ha deixat la seva feina i s'incorpora a una companyia de teatre professional per allunyar-se de la corrupció. Durant els àpats familiars s'accentuen les tensions. Dingo, l'únic fill de Probir, s'assabenta de les maneres corruptes del seu pare i el seu oncle. A l'espera de la resolució de la crisi sanitària del seu pare, els quatre germans i les seves famílies recorden i reviuen les diferències ideològiques.
Un dia, tots excepte en Proshanto van a fer un pícnic. Allà Protap informa a tothom que deixa la seva feina ja que no va pot tolerar les pràctiques corruptes dels agents. L'últim dia, Dingo va a veure el seu avi i sense saber-ho li revela la deshonestedat del seu pare i de l'oncle gran. Proshanto també escolta aquesta conversa. Aleshores, les famílies, sense saber que el seu pare ara coneixia les seves maneres corruptes, van venir a acomiadar-se d'Ananda. Després de la seva marxa, Ananda se sent desconsolat al saber que dos dels seus fills són deshonestos. En Proshanto ve a conèixer el seu pare i el seu pare li revela que ara ho és tot per ell.

## Repartiment
| Personatge               | Relació            | Intèrpret           | Notes |
| ------------------------ | ------------------ | ------------------- | ----- |
| Anandamohan Majumdar     | pare               | Ajit Banerjee       | NA    |
| Probodh Majumdar         | fill gran          | Haradhan Banerjee   | NA    |
| Proshanto Majumdar       | Segon fill         | Soumitra Chatterjee | NA    |
| Probir Majumdar          | Tercer fill        | Deepankar Dey       | NA    |
| Protap Majumdar          | Quart fill         | Ranjit Mallick      | NA    |
| Uma                      | La dona de Probodh | Lily Chakravarty    | NA    |
| Tapti                    | la dona de Probir  | Mamata Shankar      | NA    |
| Dipayan "Dingo" Majumdar | net                | Soham Chakraborty   | NA    |
| Abhay Charan Majumdar    | El pare d'Ananda   | Promod Ganguli      | NA    |
| Reporter                 | -                  | Pradip Mukherjee    | NA    |